# Bocoio
Bocoio ist eine Stadt im zentralen Hochland von Angola ca. 100 Kilometer nordöstlich von Lobito bzw. 140 Kilometer nordöstlich von Benguela.

## Geschichte
Während des angolanischen Bürgerkriegs (1975–2002) war die Region stark umkämpft, noch heute gilt die Gegend als stark betroffen von Landminen. Im Munizip Bocoio wurden insbesondere seitens der Deutschen Welthungerhilfe, des Welternährungsprogramm der Vereinten Nationen sowie der Stiftung Sankt Barbara Deutschland umfangreiche Maßnahmen eingeleitet, die der im langjährigen Bürgerkrieg in die Küstenstädte geflohenen Bevölkerung eine Rückkehr in das fruchtbare Hochland ermöglichen soll.

## Klima und Wirtschaft
Das tropische Klima wechselt zwischen trockenen Monaten und den Regenmonaten von September bis April. Neben Mais, Kartoffeln und Süßkartoffeln werden auch Bohnen angebaut, überwiegend zur Selbstversorgung.
Der Großteil der Bewohner ist arbeitslos, manche sind im Bergbau beschäftigt. Im Durchschnitt besitzen sie ein viertel oder halbes Hektar großes Grundstück, auf dem sie versuchen, Gemüse anzubauen. Während der Trockenzeit sammeln sie Holz, um es zur Feuerung oder als Holzkohle zu verkaufen. 2012 zerstörte eine Dürre rund 55 000 Hektar Ackerland in und um Bocoio. Betroffen waren vor allem Mais- und Sojabohnen-Plantagen. Neuerdings werden vom „Ananas-Baron“ Simão Cavalo Ananas angebaut und in die Nachbarländer Namibia und Südafrika exportiert (2017 16 Tonnen). Eine Fabrik zur Verarbeitung von 5000 Litern Ananas-Saft täglich sollte im Sommer 2018 ihren Betrieb aufnehmen.

## Verwaltung und Brauchtum
Bocoio ist Sitz des gleichnamigen Kreises (Município) der Provinz Benguela. Der Kreis umfasst 5612 km² und hat 154.446 Einwohner (Schätzung 2017). Bürgermeister (administrador local) ist seit 20. Februar 2018 Paulino Chimbundu Gayeta, der sich vor allem um die desolate Infrastruktur kümmern will, darunter unzureichende Straßen, marode Schulen und nicht ausreichend vorhandene Mobilfunkantennen. Der Karneval wird in Bocoio traditionell aufwändig gefeiert.
Bocoio grenzt im Norden an die Kreise Sumbe und Cassongue, im Osten an Balombo, im Süden an die Kreise Ganda und Cubal, und im Westen an die Kreise Lobito und Benguela.
Im Kreis Bocoio liegen drei Gemeinden (Comunas):
- Bocoio
- Cubal do Lumbo mit 17 826 Einwohnern(2003)
- Monte-Belo mit 30 680 Einwohnern (2003)

Bis zur Gebietsreform 2024 gehörten zwei weitere Gemeinden zum Kreis Bocoio:
- Chila mit 21 895 Einwohner (2003)[8]
- Passe mit 19 857 Einwohnern (2003)

## Verkehr
Die Stadt liegt an der Hauptverbindungsstraße von Lobito bzw. Benguela nach Huambo.